# Els Perses
Els perses (en grec, Πέρσαι, Persai, llatinitzat com Persae) és una tragèdia de l'antiga Grècia escrita el 472 aC per Èsquil. Està ambientada en la batalla de Salamina, una batalla de les guerres mèdiques. És l'obra teatral més antiga que es conserva, i també destaca per ser l'única tragèdia grega conservada basada en fets contemporanis.

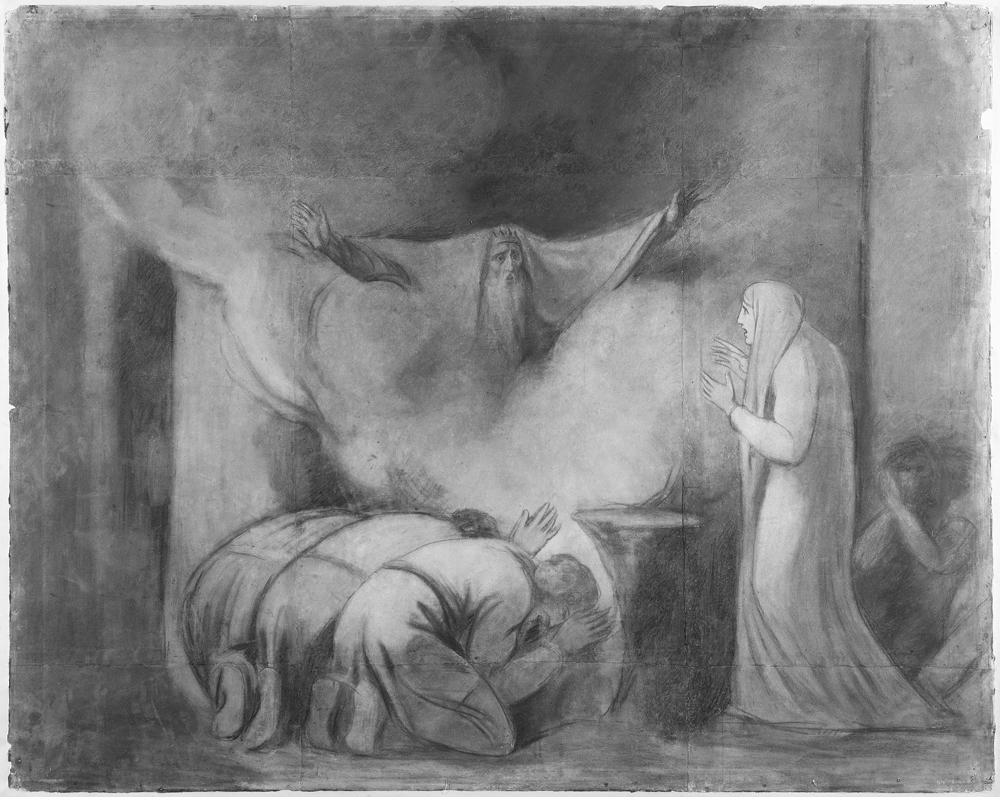
L'esperit de Darios apareixent a Atossa, George Romney

Es va compondre el 472 aC amb unes altres tres obres que no han sobreviscut, però que probablement estaven relacionades també amb les Guerres Mèdiques. La primera obra, Fineu, es dedicava aparentment a la figura mitològica de Fineu, qui va ajudar Jàson i els argonautes a arribar a Àsia. Els perses en seria la segona part, i narra els fets històrics de la Batalla de Salamina del 480 aC. Èsquil va participar en aquella batalla, i és probable que el públic d'Atenes que va veure la representació per primer cop també hi hagués participat o se n'hagués vist afectat directament. Glauc Potnieu, la tercera obra, sembla que tenia com a argument la batalla de Platea del 479 aC, i la quarta i darrera obra era un drama satíric relacionat amb Prometeu.

## Personatges
- Cor d'ancians
- Atossa
- Un missatger
- Fantasma de Darios
- Xerxes